# Bukit Busukunyet
Bukit Busukunyet är en kulle i Indonesien.   Den ligger i provinsen Aceh, i den västra delen av landet, 1 600 km nordväst om huvudstaden Jakarta. Toppen på Bukit Busukunyet är 145 meter över havet.
Terrängen runt Bukit Busukunyet är platt åt sydväst, men åt nordost är den kuperad. Runt Bukit Busukunyet är det ganska glesbefolkat, med 22 invånare per kvadratkilometer. I omgivningarna runt Bukit Busukunyet växer i huvudsak städsegrön lövskog.